# Ochrolechia juvenalis
Ochrolechia juvenalis är en lavart som beskrevs av Brodo. Ochrolechia juvenalis ingår i släktet Ochrolechia och familjen Ochrolechiaceae.  Arten är reproducerande i Sverige. Inga underarter finns listade i Catalogue of Life.